# Спітцер (космічний телескоп)
Космі́чний телеско́п «Спі́тцер» (перша назва — Space Infrared Telescope Facility, SIRTF), (англ. Spitzer; код обсерваторії «245») — космічний апарат наукового призначення, запущений NASA 25 серпня 2003 року за допомогою ракети «Дельта», призначений для спостереження космосу в інфрачервоному діапазоні. Став четвертим і останнім апаратом із серії «Великі обсерваторії» (англ. Great Observatories). Телескоп став попередником космічного телескопа Вебб.

## Історія
Як відомо, саме в інфрачервоній (тепловій) області перебуває максимум випромінювання слабосвітної речовини Всесвіту — тьмяних остиглих зірок, позасонячних планет і гігантських молекулярних хмар. Інфрачервоні промені поглинаються земною атмосферою і практично не потрапляють з космосу на поверхню, що робить неможливою їхню реєстрацію наземними телескопами. Однак для інфрачервоних променів прозорі космічні пилові хмари, які приховують від нас багато цікавого, наприклад, галактичний центр.
Саме тому космічний телескоп «Спітцер» був обладнаний трьома основними приладами: інфрачервоним спектрографом (IRS), детектором далекого інфрачервоного діапазону (MIPS) і модулем інфрачервоної камери (IRAC).
За наявною в NASA традицією, телескоп був перейменований після вдалого випробування 18 грудня 2003 року. На відміну від попередніх випадків, ім'я для SIRTF обрали не науковці, а широка громадськість після обговорення. В підсумку телескоп названо на честь Лаймана Спітцера (Lyman Spitzer), одного з найславетніших астрофізиків XX ст. Телескоп став попередником космічного телескопа Вебб.
Телескоп запущено в космос на геліоцентричну орбіту 25 серпня 2003 року. Офіційно «Спітцер» пропрацював у космосі 17 років, і тільки 30 січня 2020 року NASA вивело його з експлуатації.
На початку травня 2023 року Космічні сили США вирішили повернути до життя телескоп «Спітцер» і виділили грант на розробку унікальної місії з його відродження. Згідно з повідомленням у Space, учені вважають, що, якщо телескоп повернути до роботи, це дозволить отримати новий погляд на Всесвіт в інфрачервоному діапазоні. Для розробки місії з повернення до роботи телескопа «Спітцер» Космічні сили США виділили перший грант розміром 250 тис. доларів компанії Rhea Space Activity. Вона буде працювати над створенням проєкту унікальної місії разом з компаніями Blue Sun Enterprises і Lockheed Martin, у співпраці з ученими зі Смітсонівської астрофізичної обсерваторії та Університету Джонза Гопкінза. Однією зі складностей майбутньої місії з відновлення працездатності телескопу «Спітцер» є те, що він перебуває в космічному просторі на дуже великій відстані від Землі — приблизно 300 млн км, що дорівнює двом відстаням від Сонця до Землі. Для порівняння, телескоп Габбл перебуває на відстані всього 550 км від Землі. Бути настільки далеко в космосі «Спітцеру» було потрібно, щоб його наукові прилади постійно перебували в охолодженому стані, бо інакше вони не змогли б спостерігати за космосом в інфрачервоному діапазоні.

## Дослідження

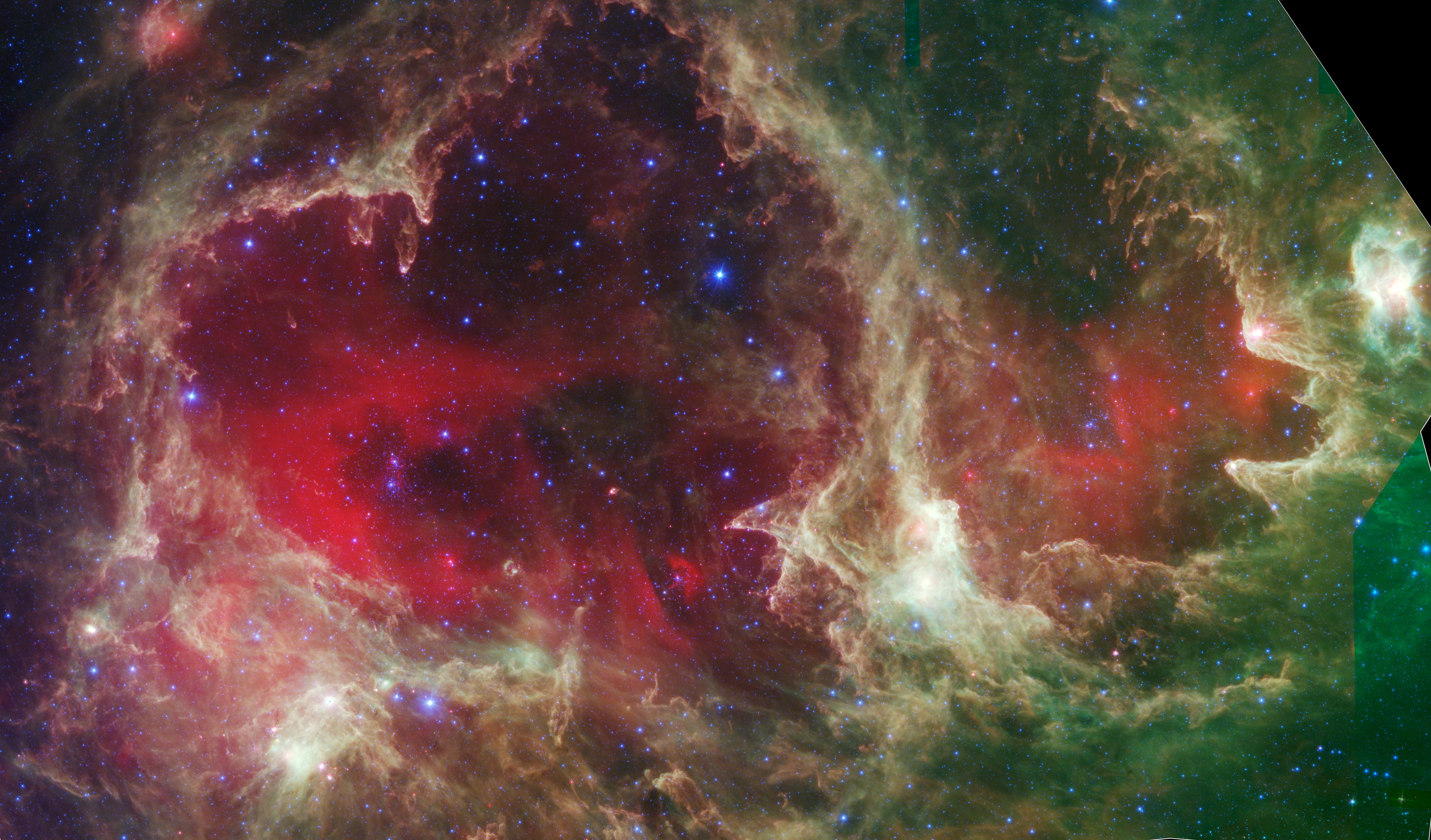
Область зореутворення W5 в сузір'ї Кассіопея. Інфрачервона фотографія, зроблена телескопом «Спітцер»

Космічний телескоп «Спітцер» уперше зафіксував достатньо світла від планет поза нашою Сонячною системою, відомих як екзопланети, щоб ідентифікувати молекули в їхніх атмосферах. «Спітцер» зміг виділити спектри зі слабкого світіння двох планет за допомогою прийому, відомого під назвою «вторинне затемнення». За цим методом — уперше використаним «Спітцером», щоб безпосередньо виявити світло від екзопланети, у 2005 році — за так званою прохідною планетою ведеться спостереження під час її проходження за своєю зіркою, коли вона тимчасово зникає з поля зору телескопа та інших спостерігачів у Сонячній системі. Вимірюючи перепад в інфрачервоному світлі, який виникає, коли планета зникає, «Спітцер» може зафіксувати випромінювання, що йде саме від планети. Цей прийом діятиме лише в інфрачервоному діапазоні, в якому планета яскравіша, ніж у видимих хвилях, і чітко помітна поряд зі сліпучим сяйвом своєї зірки.
У 2023 році, згідно з повідомленням NASA, за даними, що були отримані з космічного телескопа «Спітцер» і космічного телескопа TESS, а також з досліджень низки наземних обсерваторій, була виявлена екзопланета, що отримала назву LP 791-18 d. Зазначена екзопланета розташована в південному сузір’ї Чаші за 90 світлових років від Сонячної системи і,  як переконані вчені , має досить значну вулканічну активність. Цілком можливо, ця вулканічна діяльність може підтримувати атмосферу, що в свою чергу, може дозволити воді конденсуватися на нічній стороні припливно заблокованої екзопланети.

## Завершення місії
Оскільки телескоп працює в інфрачервоному діапазоні, його температура має бути близька до абсолютного нуля, бо, якщо телескоп нагріється, його детектори вже не будуть діяти. Тому телескоп обладнаний контейнерами з рідким гелієм, який охолоджував прилади телескопа майже до абсолютного нуля — 5,5 К. Запланований номінальний термін роботи телескопа складав 2,5 року з можливим подовженням до п'яти чи трохи більше років, аж поки не вичерпається весь бортовий запас гелію. 
8 травня 2009 року з'явилась інформація, що запаси рідкого гелію на «Спітцері» будуть вичерпані 12 травня. 15 травня 2009 року гелій скінчився, після чого перестали діяти два з трьох приладів телескопа — інфрачервоний спектрограф (IRS) і детектор далекого інфрачервоного діапазону (MIPS), тоді як модуль інфрачервоної камери (IRAC) ще продовжував працювати.
Офіційно космічний телескоп «Спітцер» був виведений з експлуатації тільки 30 січня 2020 року.

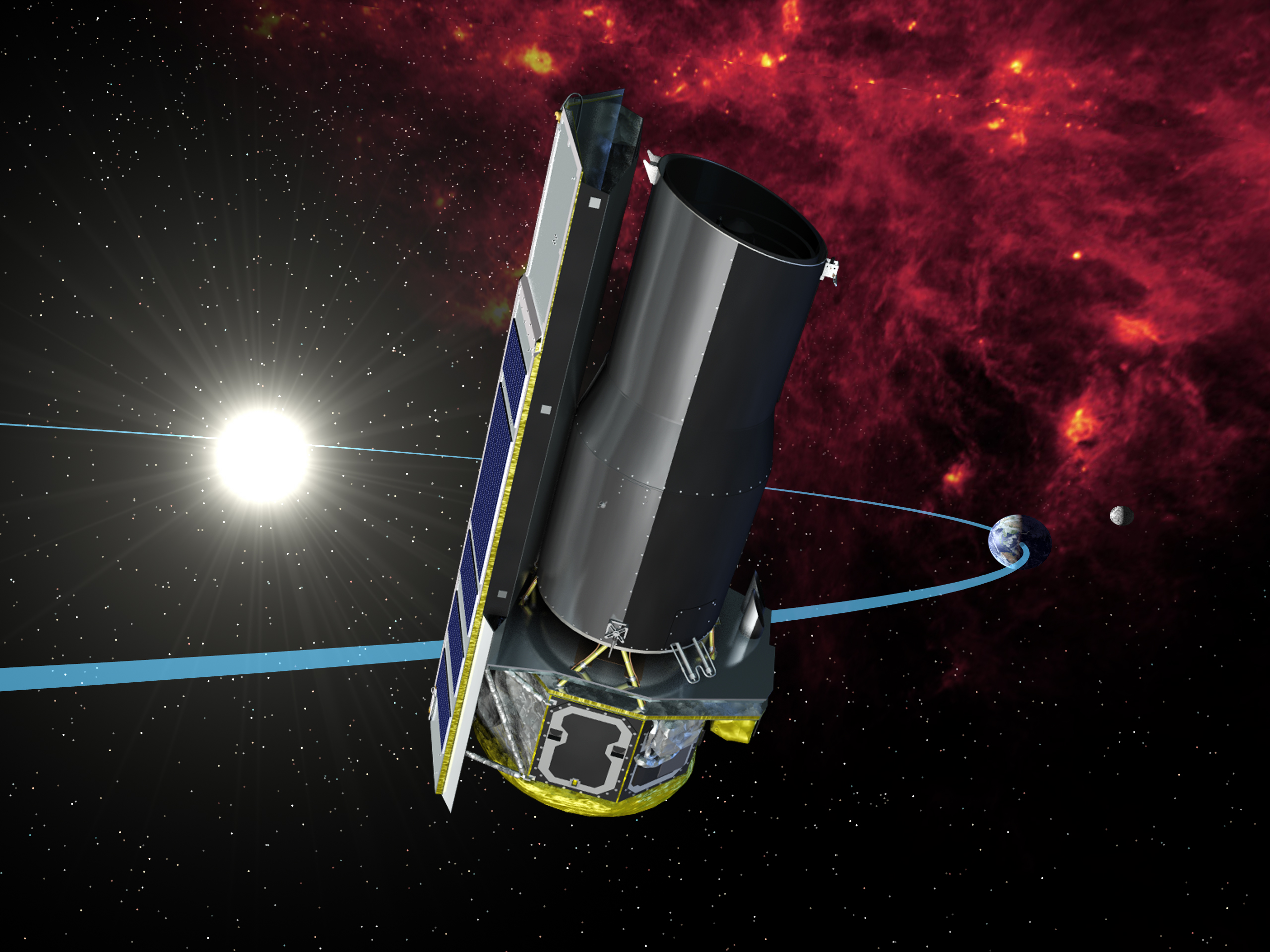
Телескоп «Спітцер» на орбіті в уявленні художника.